# Facundo Rodríguez (Fußballspieler, August 1995)
Facundo Rodríguez, vollständiger Name Facundo Rodríguez Calleriza, (* 20. August 1995 in Montevideo) ist ein uruguayischer Fußballspieler.

## Karriere

### Verein
Der 1,86 Meter große Offensivakteur Rodríguez steht mindestens sei der Clausura 2015 im Kader des Erstligisten Club Atlético Peñarol. Dort debütierte er unter Trainer Pablo Bengoechea am 14. Februar 2015 beim 3:0-Auswärtssieg gegen den Club Atlético Cerro mit einem Startelfeinsatz in der Primera División. Bis zum Saisonende 2014/15 lief er in insgesamt sechs Begegnungen (kein Tor) der höchsten uruguayischen Spielklasse auf. Mitte August 2015 wurde er innerhalb der Liga an Sud América ausgeliehen. In der Spielzeit 2015/16 bestritt er dort 18 Erstligaspiele und schoss vier Tore. Mitte Juli 2016 verpflichtete ihn der Erstligaaufsteiger Boston River leihweise. In der Saison 2016 absolvierte er vier Erstligaspiele (kein Tor). Im Torneo Apertura und im Torneo Intermedia der Saison 2017 traf er insgesamt achtmal bei 15 Ligaeinsätzen. Zudem bestritt er eine Partie (kein Tor) der Copa Sudamericana 2017. Anfang August 2017 wechselte er im Rahmen eines weiteren Leihgeschäfts zu Sandefjord Fotball. Bei den Norwegern erzielte er bei seinem Pflichtspieldebüt direkt einen Treffer und absolvierte bislang (Stand: 6. August 2017) ein Erstligaspiel (ein Tor).

### Nationalmannschaft
Rodríguez nahm im Mai 2014 am Lehrgang der uruguayischen U-20-Nationalmannschaft teil. Sein Debüt in der U-20 feierte er spätestens am 10. Juni 2014 unter Trainer Fabián Coito mit einem Startelfeinsatz beim 1:1-Unentschieden im Freundschaftsländerspiel gegen die paraguayische Auswahl. Des Weiteren kam er bislang beim Länderspiel ebenfalls gegen Paraguay am 12. Juni 2014 zum Einsatz.